# Roland Cantzler
Roland Cantzler (* 4. April 1931 in Schirnding; † 24. September 2023 in Nürnberg) war ein deutscher Jurist und Politiker (CSU).

## Leben und Beruf
Nach dem Besuch der Gymnasien Regensburg, Eger (1943 bis 1945) und Hof (Abitur) studierte Cantzler Rechtswissenschaften, Volkswirtschaft und Steuerrecht. Er arbeitete zunächst als Staatsanwalt in Weiden, Ansbach und Nürnberg, war von 1961 bis 1970 als Richter am Sozialgericht Nürnberg tätig und wurde 1978 Präsident des Sozialgerichtes Bayreuth. Von 1994 bis 1996 war er Präsident des Nürnberger Sozialgerichtes. Ferner war er in der Funktion eines Regierungsdirektors stellvertretender Amtsleiter des Nürnberger Versorgungsamtes, von 1976 bis 1978 als Leitender Regierungsdirektor dessen Amtsleiter.
Er verstarb am 24. September 2023.

## Partei
Cantzler trat 1956 in die Jungen Union (JU), 1957 in die CSU ein. In der JU fungierte er als Vorsitzender des neu gegründeten Stadtverbandes der Jungen Union Nürnberg sowie als Stellvertreter des JU-Bezirksverbandes Nürnberg-Fürth. Zudem war er als Vorsitzender des CSU-Ortsverbandes Altstadt, als Vorsitzender des neu gegründeten CSU-Kreisverbandes Nürnberg-Nord, danach als Vorsitzender des CSU-Kreisverbandes Nürnberg-Mitte tätig.

## Abgeordneter
Cantzler war von 1972 bis 1996 Ratsmitglied der Stadt Nürnberg. Dort fungierte er als gesundheitspolitischer Sprecher der CSU-Stadtratsfraktion und wurde zum Mitbegründer des Krankenhausmuseums Nürnberg. Dem Deutschen Bundestag gehörte er vom 7. Juni 1972, als er für den ausgeschiedenen Abgeordneten Karl Theodor Freiherr von und zu Guttenberg nachrückte, bis zum Ende der Wahlperiode 1972 an. Er war über die Landesliste Bayern ins Parlament eingezogen.

## Vereinstätigkeit
Als Vorsitzender des Bürgervereins St. Johannis-Schniegling-Wetzendorf von 1976 bis 2001 war Cantzler Initiator der Wiederanlage der Hesperidengärten im Nürnberger Ortsteil St. Johannis. Er ist Herausgeber der Fleyer: „Adam Krafts Kreuzwegstationen in Nürnberg – St. Johannis“ und „Holzschuherkapelle im St. Johannisfriedhof in Nürnberg St. Johannis“ sowie zweier Broschüren „Curiosa, Handwerkerepitaphien, Patriziergräber auf dem St. Johannisfriedhof zu Nürnberg“ und „St. Rochusfriedhof zu Nürnberg – Epitaphien“. Cantzler war Mitbegründer des Vereins Nürnberger Epitaphienkunst und -kultur.